# 1992年のラジオ (日本)
1992年のラジオ (日本)では、1992年の日本のラジオ番組、その他ラジオ界の動向について記す。

## 主な番組関連の出来事

### 3月
- 15日 - 東京放送（現・TBSラジオ）、文化放送、ニッポン放送、朝日放送（現・朝日放送ラジオ）、毎日放送の5社がAMステレオ放送を午前9時から開始。各局ともステレオ放送開始記念の特別番組を放送した[1]。
- 29日 - 朝日放送ラジオ（ABCラジオ）で1965年6月から放送開始したダークダックスの冠番組『サンデーダークダックス』がこの日の放送をもって終了。27年10か月の歴史に幕。
- 月末 - ニッポン放送制作の平日昼間の10分番組『クラウンレコード1万円クイズ』（第1期）が終了。後番組はニッポン放送とは異なる内容に。

### 4月
- 6日 - ニッポン放送制作の平日昼間の10分間の裏送り番組『ミュージックスクランブル』が放送開始。
- 18日 - NHKラジオ第1放送で、9時から18時まで9時間にわたりニュース、天気予報、交通情報を除きすべて大阪弁で進行する『大阪弁でしゃべるデー』をNHK大阪放送局の制作で全国放送。NHKの全国放送で特定地域の方言を用いて長時間放送するのは初の試みであった[2]。

### 10月
- 月始 - ニッポン放送『オールナイトニッポン』1部のパーソナリティーが変更。なお、金曜のウッチャンナンチャンと土曜の松任谷由実は続投。
  - 月曜はこれまで金曜2部を担当した加藤いづみ（ - 1993年10月）。
  - 火曜はこれまで土曜2部を担当した電気グルーヴ（ - 1994年3月）。
  - 水曜は裕木奈江（ - 1993年9月）。
  - 木曜はこれまで木曜2部を担当した福山雅治（ - 1994年6月）。

## 開局
- 4月1日
  - エフエム徳島[3]
  - エフエム高知[3]
  - エフエム佐賀[3]
- 10月1日 - エフエム鹿児島[4]
- 12月24日 - FMいるか（日本初のコミュニティーFM局）

## 主なその他ラジオ関連の出来事
- 1月 - 放送法施行規則改正[5]により、コミュニティ放送（コミュニティFM）が制度化される。
- 4月1日 - RKB毎日放送と九州朝日放送がAMステレオ放送を開始[3]。
- 4月4日 - 中部日本放送（現・CBCラジオ）と東海ラジオがAMステレオ放送を開始[3]。
- 8月1日 - 北海道放送がAMステレオ放送を開始[6]。
- 10月1日 - 中国放送がAMステレオ放送を開始[4]。
- 10月5日 - 山陽放送がAMステレオ放送を開始[4]。

## 特別番組

### 4月放送
- 18日 - 大阪弁でしゃべるデー（NHKラジオ第1放送、9:00 - 18:00）

### 第16回参議院議員通常選挙
放送日は1992年7月26日を基準とする。
- NHKラジオ第1放送
  - 第16回参議院選挙開票速報（19:15 - 翌0:59）[7]
- TBSラジオ/JRN
  - JRN92参院選開票スペシャル「第一部 大勢決まる。PKOはどう裁かれたか」（21:30 - 23:00）[8]
  - JRN92参院選開票スペシャル「第二部 討論、反論・参院選」（翌0:00 - 0:30）[8]
- 文化放送
  - PKOはOK?NO?参院選開票進む（21:00 - 翌0:30）[9]
- ニッポン放送
  - 参議院選挙開票特別番組第1部・そこまでやるか!峰竜太のナンデモアルキメデス選挙版（22:00 - 翌0:00）[10]
  - 参議院選挙開票特別番組第2部・そこまでやるか!ひがのりおのみんなの選挙!最終版（翌0:00 - 翌4:15）[10]

## 開始番組

### 1992年1月放送開始
文化放送
- 6日 - 小倉智昭のニュースアタックル

ニッポン放送
- 開始日不明 - 福山雅治のオールナイトニッポン

### 1992年3月放送開始
TBSラジオ
- 開始日不明 - 待ったなし大相撲

文化放送
- 2日 - サスケの夜はこんびんば!

### 1992年4月放送開始
NHKラジオ第1放送
- 6日
  - NHKラジオセンター けさもラジオで
  - NHKラジオ夕刊

NHKラジオ第2放送
- 5日 - はなしことばQ&A
- 6日
  - 英会話
  - パソコン実践セミナー

NHK-FM放送
- 6日
  - 聴きたくてクラシック
  - 青春アドベンチャー
- 10日
  - ワールドFMセレクション
  - ロックン天国
- 11日 - ミュージック・トレンド
- 12日 - トスカニーニライブラリー

STVラジオ
- 12日 - 日高塾

茨城放送
- 6日 - パンパカパラダイス 今夜もきかナイト!

TBSラジオ
- 6日
  - おまたせ一慶まっぴるま!
  - パックインミュージック21
- 11日
  - 城島茂のTOKIO CLUB
  - 林原めぐみのTokyo Boogie Night

ニッポン放送
- 1日 - X TOSHIのオールナイトニッポン
- 6日 - ミュージックスクランブル
- 11日 - 浅草キッドの土曜メキ突撃!ちんちん電車!
- 12日
  - 裕司と雅子のガバッといただき!!ベスト30
  - 工藤静香 素敵にFeel So Good
  - 羽野晶紀の学園スクランブル

CBCラジオ
- 6日 - もぎたてのカボチャたち

KBS京都
- 開始日不明 - 諸口あきらのフレッシュモーニング

TOKYO FM
- 1日
  - BIG BANG TOKYO
  - EAR STATION 耳の穴
- 4日 - サントリー・サタデー・ウェイティング・バー

FM福岡
- 開始日不明 - モーニングジャム

FM沖縄
- 6日 - Now Tasty Time

JFNC
- 1日
  - EVENING JAPAN
  - アミューズメントリポート
  - ヒルサイド・アヴェニュー

NACK5
- 開始日不明 - JAPANESE DREAM

bayFM
- 開始日不明 - MUSIC PULSE

FM-FUJI
- 4日 - WEEKEND Hi!

### 1992年6月放送開始
青森放送
- 開始日不明 - 魅惑のヒットパレード

ニッポン放送
- 5日 - 加藤いづみのオールナイトニッポン

### 1992年7月放送開始
ニッポン放送
- 6日 - デーモン・オーケンのラジオ巌流島

### 1992年8月放送開始
HBCラジオ
- 3日 - スーパーToday

### 1992年10月放送開始
TBSラジオ
- 5日 - 関谷浩至と花の東京応援団

文化放送
- 5日 - 小倉智昭の夕焼けアタックル

ニッポン放送
- 1日 - そこまでいうか! 熱血!正義の60分
- 12日 - 石川よしひろのオールナイトニッポン
- 21日 - 裕木奈江のオールナイトニッポン

東海ラジオ
- 開始日不明 - 今夜もやっぱりFUNKYパジャマ

MBSラジオ
- 開始日不明 - MBSミュージックタウン

TOKYO FM
- 3日 - 山下達郎のサンデー・ソングブック
- 4日 - キッチュのバーチャル・プレイ・ゾーン
- 開始日不明 - 爆裂スーパーファンタジー

NACK5
- 3日 - MAGICAL SNOWLAND

### 1992年11月放送開始
山形放送
- 開始日不明 - CALL HIGHSCHOOL STUDIUM

### 開始日不明
ラジオ日本
- 杉紀彦のラジオ村

ラジオ関西
- アイラブたじま

FM802
- FUNKY JAMS 802

## 終了番組

### 1992年3月放送終了
朝日放送
- 29日 - サンデーダークダックス

### 1992年4月放送終了
NHKラジオ第1放送
- 5日 - ないとぶれいく

NHKラジオ第2放送
- 4日 - 四季のうた
- 5日
  - 中学生実力養成講座
  - 自作を語る

NHK-FM放送
- 3日
  - 朝の名曲
  - 名曲ギャラリー
  - サウンド夢工房
  - クロスオーバーイレブン ロックン・ナイト
- 4日
  - ワールドポップスセレクション
  - ひるのワイド歌謡曲 歌謡コレクション
- 5日 - 名演奏家を聴く

### 1992年10月放送終了
文化放送
- 4日 - 百万人の英語